# Serie A1 1990-1991 (pallamano maschile)
La Serie A1 1990-1991 è stata la 22ª edizione del torneo di primo livello del campionato italiano di pallamano maschile.

Esso venne organizzato dalla Federazione Italiana Giuoco Handball.

Il torneo fu vinto dal Sudtiroler Sportverein Brixen per la 1ª volta nella sua storia.

A retrocedere in serie A2 furono l'Handball Club Rovereto, l'Handball Club Imola 1973 e la Pallamano Città Sant'Angelo.

## Formula del torneo

### Stagione regolare
Il campionato si svolse tra 12 squadre che si affrontarono in una fase iniziale con la formula del girone unico all'italiana con partite di andata e ritorno.

Per ogni incontro i punti assegnati in classifica sono così determinati:
- due punti per la squadra che vinca l'incontro;
- un punto per il pareggio;
- zero punti per la squadra che perda l'incontro.

Al termine della stagione regolare si qualificarono per i play off scudetto le squadre classificate dal 1º al 10º posto; le squadre classificate dall'11º al 12º posto furono retrocesse in serie A2.

### Play off scudetto
Le squadre classificate dal 1º al 10º posto in serie A1 e dal 1º al 4º posto in serie A2 alla fine della stagione regolare parteciparono ai play off scudetto, che si disputarono con la formula ad eliminazione diretta dagli ottavi di finale in poi, al meglio di due gare su tre.
La squadra 1ª classificata al termine dei play off fu proclamata campione d'Italia.

### Play-out
I play-out furono divisi in due fasi.
- La prima fase fu disputata dalle sei squadre uscite sconfitte dal turno di qualificazione dei play off scudetto e furono organizzate con la formula dell'eliminazione diretta in turno unico; le vincenti furono salve mentre le sconfitte disputarono la seconda fase.
- La seconda fase fu disputata dalle tre squadre sconfitte in prima fase dei play out: fu disputato un girone all'italiana di sola andata tra le partecipanti; al termine l'ultima classificata fu retrocessa in serie A2.

## Squadre partecipanti
| Città                  | Club                          | Palasport | Sponsor     | Stagione precedente             |
| ---------------------- | ----------------------------- | --------- | ----------- | ------------------------------- |
| Bologna                | Handball Club Bologna 1969    |           |             | 6ª in Serie A1 1989-1990        |
| Bressanone (BZ)        | Südtiroler Sportverein Brixen |           | Birra Forst | 3ª in Serie A1 1989-1990        |
| Città Sant'Angelo (PE) | Pallamano Città Sant'Angelo   |           |             | 8ª in Serie A1 1989-1990 - Rip. |
| Gaeta (LT)             | Sporting Club Gaeta           |           | Sim         | 5ª in Serie A1 1989-1990        |
| Imola (BO)             | Handball Club Imola 1973      |           | Naldi       | 9ª in Serie A1 1989-1990        |
| Modena                 | Pallamano Modena              |           |             | Serie A2 1989-1990              |
| Prato                  | Pallamano Prato               |           |             | 7ª in Serie A1 1989-1990        |
| Roma                   | S.S. Lazio Pallamano          |           |             | Serie A2 1989-1990              |
| Rovereto (TN)          | Handball Club Rovereto        |           |             | 10ª in Serie A1 1989-1990       |
| Rubiera (RE)           | Pallamano Rubiera             |           | C.L.F.      | 4ª in Serie A1 1989-1990        |
| Siracusa               | Ortigia Siracusa              |           |             | 1ª in Serie A1 1989-1990        |
| Trieste                | Pallamano Trieste             |           | Cividin     | Campione d'Italia               |

## Classifica
|  | Pos. | Squadra           | Pt | G  | V  | N | S  | GF  | GS  | D    | Note                                        |
|  | ---- | ----------------- | -- | -- | -- | - | -- | --- | --- | ---- | ------------------------------------------- |
|  | 1.   | Ortigia           | 36 | 22 | 16 | 4 | 2  | 522 | 421 | +101 | Qualificato alla IHF Cup 1991-92            |
|  | 2.   | Brixen            | 35 | 22 | 17 | 1 | 4  | 446 | 346 | +100 | Qualificato alla Coppa dei Campioni 1991-92 |
|  | 3.   | Rubiera           | 33 | 22 | 14 | 5 | 3  | 514 | 455 | +59  |                                             |
|  | 4.   | Trieste           | 30 | 22 | 14 | 2 | 6  | 542 | 423 | +119 | Qualificato alla Coppa delle Coppe 1991-92  |
|  | 5.   | Lazio             | 22 | 22 | 9  | 4 | 9  | 455 | 470 | -15  |                                             |
|  | 6.   | Modena            | 22 | 22 | 9  | 4 | 9  | 493 | 482 | -11  |                                             |
|  | 7.   | Gaeta             | 21 | 22 | 8  | 5 | 9  | 381 | 398 | -17  |                                             |
|  | 8.   | Bologna 1969      | 21 | 22 | 9  | 3 | 10 | 460 | 421 | +39  |                                             |
|  | 9.   | Prato             | 17 | 22 | 7  | 3 | 12 | 456 | 485 | -29  |                                             |
|  | 10.  | Rovereto          | 14 | 22 | 6  | 2 | 14 | 430 | 523 | -93  | Retrocesso in Serie A2 1991-92              |
|  | 11.  | Imola             | 7  | 22 | 2  | 3 | 17 | 470 | 513 | -43  | Retrocesso in Serie A2 1991-92              |
|  | 12.  | Città Sant'Angelo | 6  | 22 | 2  | 2 | 18 | 424 | 636 | -212 | Retrocesso in Serie A2 1991-92              |

## Play off scudetto

### Tabellone principale
| Ottavi di finale | Ottavi di finale | Ottavi di finale | Ottavi di finale | Ottavi di finale |  |  | Quarti di finale | Quarti di finale | Quarti di finale | Quarti di finale | Quarti di finale |  |  | Semifinali | Semifinali   | Semifinali | Semifinali | Semifinali |  |  | Finale | Finale     | Finale | Finale | Finale | Finale | Finale |
|                  |                  |                  |                  |                  |  |  |                  |                  |                  |                  |                  |  |  |            |              |            |            |            |  |  |        |            |        |        |        |        |        |
| 1                | Ortigia          |                  |                  |                  |  |  |                  |                  |                  |                  |                  |  |  |            |              |            |            |            |  |  |        |            |        |        |        |        |        |
|                  | bye              |                  |                  |                  |  |  |                  | Ortigia          | 32               | 22               | 28               |  |  |            |              |            |            |            |  |  |        |            |        |        |        |        |        |
| 1A2              | Haenna           |                  |                  |                  |  |  | Haenna           | 19               | 24               | 18               |                  |  |  |            |              |            |            |            |  |  |        |            |        |        |        |        |        |
|                  | bye              |                  |                  |                  |  |  |                  |                  |                  |                  |                  |  |  |            | Ortigia      | 23         | 14         |            |  |  |        |            |        |        |        |        |        |
| 4                | Trieste          | 20               | 22               |                  |  |  |                  |                  |                  |                  |                  |  |  |            | Trieste      | 26         | 14         |            |  |  |        |            |        |        |        |        |        |
| 10               | Rovereto         | 15               | 21               |                  |  |  |                  | Trieste          | 31               | 21               |                  |  |  |            |              |            |            |            |  |  |        |            |        |        |        |        |        |
| 5                | Lazio            | 23               | 23               | 15               |  |  | Lazio            | 22               | 17               |                  |                  |  |  |            |              |            |            |            |  |  |        |            |        |        |        |        |        |
| 2A2              | SC Meran         | 17               | 25               | 14               |  |  |                  |                  |                  |                  |                  |  |  |            |              |            |            |            |  |  |        | Trieste    | 18     | 21     | 32     | 15     |        |
| 2                | SSV Brixen       | 20               | 22               |                  |  |  |                  |                  |                  |                  |                  |  |  |            |              |            |            |            |  |  |        | SSV Brixen | 19     | 20     | 33     | 19     |        |
| 9                | Prato            | 14               | 17               |                  |  |  |                  | SSV Brixen       | 16               | 19               |                  |  |  |            |              |            |            |            |  |  |        |            |        |        |        |        |        |
| 7                | Gaeta            | 31               | 25               |                  |  |  | Gaeta            | 16               | 14               |                  |                  |  |  |            |              |            |            |            |  |  |        |            |        |        |        |        |        |
| 3A2              | Junior Fasano    | 16               | 23               |                  |  |  |                  |                  |                  |                  |                  |  |  |            | SSV Brixen   | 23         | 16         |            |  |  |        |            |        |        |        |        |        |
| 6                | Modena           | 22               | 19               |                  |  |  |                  |                  |                  |                  |                  |  |  |            | Bologna 1969 | 17         | 11         |            |  |  |        |            |        |        |        |        |        |
| 4A2              | U.S. Mordano     | 19               | 17               |                  |  |  |                  | Modena           | 18               | 16               |                  |  |  |            |              |            |            |            |  |  |        |            |        |        |        |        |        |
| 3                | Rubiera          | 20               | 20               |                  |  |  | Bologna 1969     | 18               | 18               |                  |                  |  |  |            |              |            |            |            |  |  |        |            |        |        |        |        |        |
| 8                | Bologna 1969     | 20               | 22               |                  |  |  |                  |                  |                  |                  |                  |  |  |            |              |            |            |            |  |  |        |            |        |        |        |        |        |

### Risultati

#### Ottavi di finale
| Squadra 1 | Squadra 2     | Gara 1     | Gara 2   | Gara 3  |
| --------- | ------------- | ---------- | -------- | ------- |
| Lazio     | Black Devils  | Roma       | Merano   | Roma    |
| Lazio     | Black Devils  | 23 - 17    | 23 - 25  | 15 - 14 |
| Brixen    | Prato         | Bressanone | Prato    |         |
| Brixen    | Prato         | 20 - 14    | 22 - 17  |         |
| Gaeta     | Junior Fasano | Gaeta      | Fasano   |         |
| Gaeta     | Junior Fasano | 31 - 16    | 25 - 23  |         |
| Modena    | Mordano       | Modena     | Mordano  |         |
| Modena    | Mordano       | 22 - 19    | 19 - 17  |         |
| Rubiera   | Bologna 1969  | Rubiera    | Bologna  |         |
| Rubiera   | Bologna 1969  | 20 - 20    | 20 - 22  |         |
| Trieste   | Rovereto      | Trieste    | Rovereto |         |
| Trieste   | Rovereto      | 20 - 15    | 22 - 21  |         |

#### Quarti di finale
| Squadra 1 | Squadra 2    | Gara 1     | Gara 2  | Gara 3     |
| --------- | ------------ | ---------- | ------- | ---------- |
| Ortigia   | Haenna       | Siracusa   | Enna    | Siracusa   |
| Ortigia   | Haenna       | 32 - 19    | 22 - 24 | 28 - 18    |
| Trieste   | Lazio        | Trieste    | Roma    |            |
| Trieste   | Lazio        | 31 - 22    | 21 - 17 |            |
| Brixen    | Gaeta        | Bressanone | Gaeta   | Bressanone |
| Brixen    | Gaeta        | 26 - 18    | 22 - 23 | 24 - 18    |
| Modena    | Bologna 1969 | Modena     | Bologna |            |
| Modena    | Bologna 1969 | 18 - 18    | 16 - 18 |            |

#### Semifinali
| Squadra 1 | Squadra 2    | Gara 1     | Gara 2  | Gara 3 |
| --------- | ------------ | ---------- | ------- | ------ |
| Ortigia   | Trieste      | Siracusa   | Trieste |        |
| Ortigia   | Trieste      | 23 - 26    | 14 - 14 |        |
| Brixen    | Bologna 1969 | Bressanone | Bologna |        |
| Brixen    | Bologna 1969 | 23 - 17    | 16 - 11 |        |

#### Finale 1º/2º posto
| Squadra 1 | Squadra 2 | Gara 1     | Gara 2  | Gara 3     | Gara 4  | Gara 5 |
| --------- | --------- | ---------- | ------- | ---------- | ------- | ------ |
| Brixen    | Trieste   | Bressanone | Trieste | Bressanone | Trieste |        |
| Brixen    | Trieste   | 19 - 18    | 20 - 21 | 33 - 32    | 19 - 15 |        |

#### Finale 3º/4º posto
| Squadra 1 | Squadra 2    | Gara 1   | Gara 2  | Gara 3 |
| --------- | ------------ | -------- | ------- | ------ |
| Ortigia   | Bologna 1969 | Siracusa | Bologna |        |
| Ortigia   | Bologna 1969 | 22 - 16  | 19 - 17 |        |

## Play-out

### Primo turno
| Squadra 1 | Squadra 2     | Gara 1   | Gara 2  | Gara 3 |
| --------- | ------------- | -------- | ------- | ------ |
| Prato     | Junior Fasano | Prato    | Fasano  |        |
| Prato     | Junior Fasano | 32 - 14  | 27 - 20 |        |
| Mordano   | Rubiera       | Mordano  | Rubiera |        |
| Mordano   | Rubiera       | 24 - 24  | 19 - 21 |        |
| Rovereto  | Black Devils  | Rovereto | Merano  |        |
| Rovereto  | Black Devils  | 20 - 22  | 21 - 23 |        |

### Secondo turno
| Squadra 1     | Squadra 2     | Risultato |
| ------------- | ------------- | --------- |
| Junior Fasano | Rovereto      | Fasano    |
| Junior Fasano | Rovereto      | 27 - 24   |
| Mordano       | Junior Fasano | Mordano   |
| Mordano       | Junior Fasano | 20 - 15   |
| Rovereto      | Mordano       | Rovereto  |
| Rovereto      | Mordano       | 26 - 25   |

|  | Pos. | Squadra       | Pt | G | V | N | S | GF | GS | D  | Note                             |
|  | ---- | ------------- | -- | - | - | - | - | -- | -- | -- | -------------------------------- |
|  | 1.   | Mordano       | 2  | 2 | 1 | 0 | 1 | 45 | 41 | +4 | Promosso in Serie A1 1991-1992   |
|  | 2.   | Rovereto      | 2  | 2 | 1 | 0 | 1 | 50 | 52 | -2 | Retrocesso in Serie A2 1991-1992 |
|  | 3.   | Junior Fasano | 2  | 2 | 1 | 0 | 1 | 42 | 44 | -2 | Retrocesso in Serie A2 1991-1992 |

## Campioni
| Campione d'Italia 1990-1991             |
| --------------------------------------- |
| Sudtiroler Sportverein Brixen 1º titolo |